# 葵興

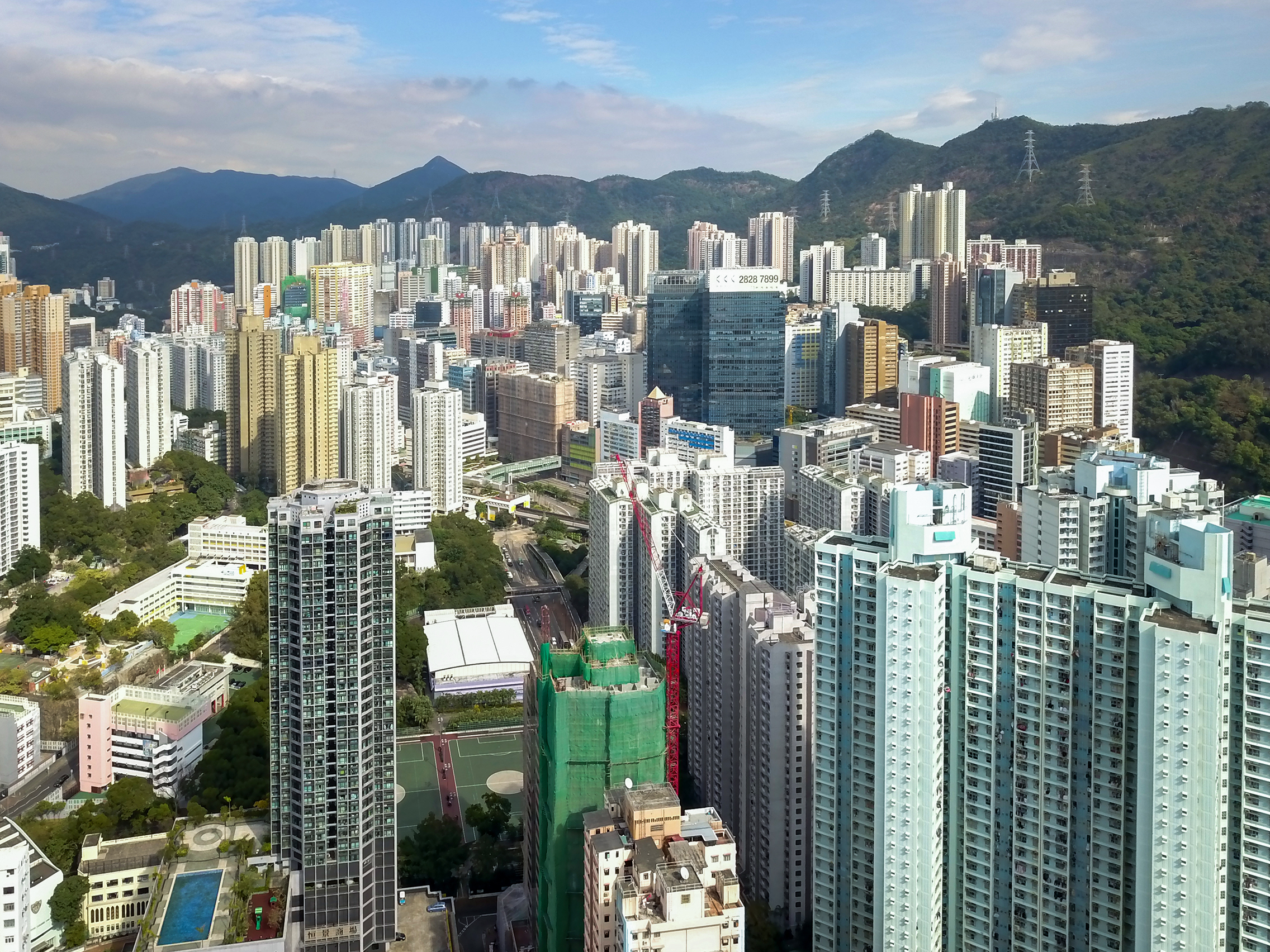
葵興一帶的工商業樓宇

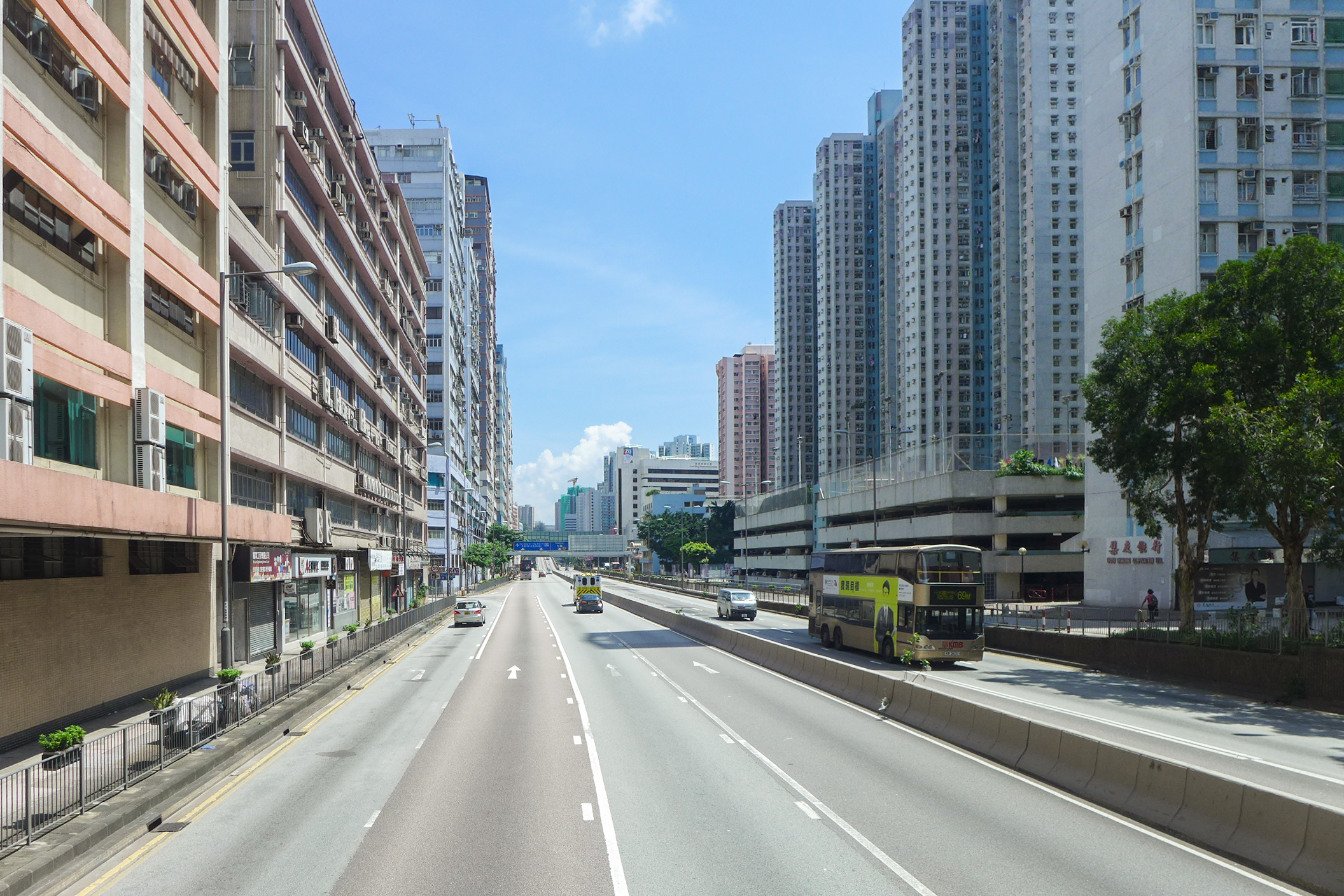
葵興一帶以出售公營房屋和工業大廈為主

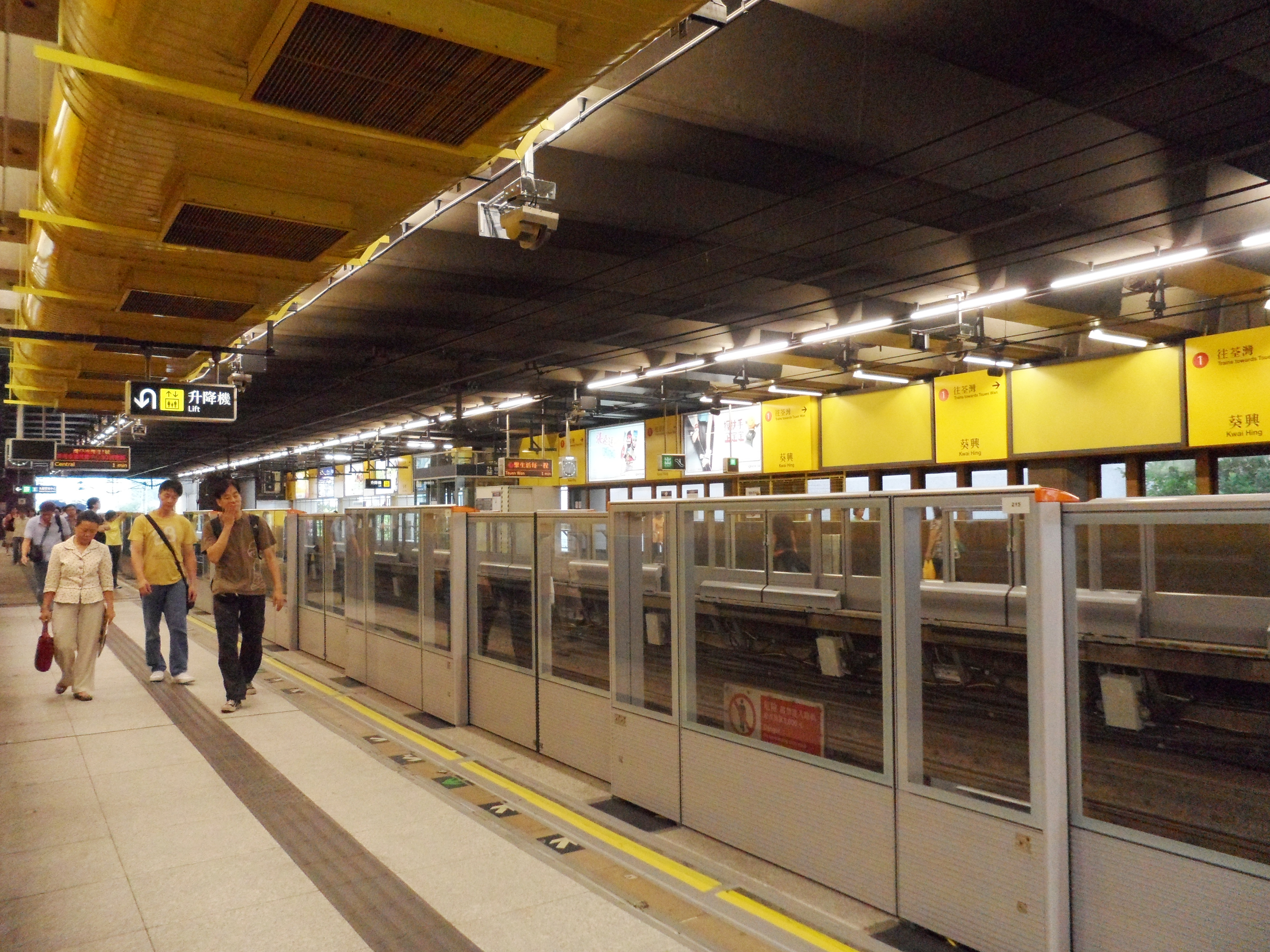
港鐵葵興站

葵興（英語：Kwai Hing）於香港新界西南部，為中葵涌的一部分，位於葵芳以北、上葵涌以南、石籬以西、葵涌邨以東，並且是1960年代醉酒灣填海地帶一部分，地區行政上屬葵青區。葵興是葵涌區內的行政中心，葵興政府合署是葵青區議會的所在地；同時也是個工商業重鎮，毗連葵涌道、城門隧道等交通要道，交通十分便捷。
「葵興」的名字寓意葵涌興盛，來自區內的葵興邨及興芳路，亦基於不是一個正式地名，香港的地圖一般都沒有「葵興」這地名，只有「葵興邨」及「葵興路」及地名「葵涌」。

## 環境變遷
葵興過往是香港的主要工業地區，該處靠山的大連排道一帶工業大廈林立，但因為香港經濟轉型，開始有舊式工廈改建為新式的商業大樓。
葵興的主要住宅區位於葵涌道以西及葵盛圍的山崗上。

## 主要商廈
附近的主要商廈都位於葵涌道東面，近年又稱爲葵涌商貿區；該處原名大連排，但由於地理上接近葵涌道西面的葵興，因此該處也被當成葵興一部分。
- ICITY
- IPLACE
- 九龍貿易中心
  - 雖然名稱有「九龍」，但因為葵興位於葵青區，也位於界限街以北，所以實際上屬新界。
- 輝固大廈
- KC100
- K83

## 商場

### 葵興
- 新葵興廣場
- 葵涌中心
- 葵興商場

### 大連排
- Joy @ KCC
- Life @ KCC

## 文康設施
- 葵興政府合署
- 南葵涌公共圖書館
- 林士德體育館

## 住宅
- 葵興邨
- 葵俊苑
- 葵康苑
- 葵涌中心
- 新葵興花園